# سامسونج جالكسي إس 5
سامسونج جالكسي إس 5 (بالإنجليزية: Samsung Galaxy S5)‏ هو هاتف ذكي من إلكترونيات سامسونج ضمن سلسلة جالكسي إس يعمل بنظام أندرويد تم الكشف عنه عام 2014 في المؤتمر العالمي للجوال (MWC)، وقد تم طرحه في الأسواق في 11 أبريل 2014.

## الخصائص

### خصائص عامة
- شاشة بقياس 5.1 بوصة (12.9 سم) بدقة 1080p من نوع Super AMOLED.
- معالج رباعي النواة بتردد 2.5 غيغاهرتز من نوع Snapdragon 801.
- المعالج الرسومي Adreno 330.
- الذاكرة العشوائية 2 غيغابايت.
- كاميرا خلفية بدقة 16 ميغابيكسل قادرة على تصوير الفيديو بدقة 4K.
- كاميرا أمامية بدقة 2 ميغابيكسل.
- مساحة التخزين الداخلية 16 أو 32 غيغابايت.
- يدعم بطاقات microSD حتى 128 غيغابايت.
- بطارية بسعة 2800 ميلي أمبير.
- USB 3.0, NFC, Bluetooth 4.0, WiFi AC MiMo, IR Blaster.
- قارئ للبصمة.
- مضاد للماء والغبار بمعيار IP67.
- الوزن 145 غرام.
- أندرويد 6.0.1 (مارشميلو).

### مميزات هذا الجهاز عن الأجهزة السابقة
ما يميز جالكسي إس 5 عن الجهاز السابق سامسونج جالكسي إس 4 هو وجود:
- حساس لقياس نبض القلب عند حمل الجهاز في اليد.
- قارئ بصمة الإصبع لغلق الجهاز وفتح الجهاز.
- إمكانية استخدام بصمة الإصبع في اتمام المعاملات المالية عن طريق محفظة إلكترونية أو باي بال.[2]
- كاميرا بجودة عالية تصل إلى 16 ميجابكسل.
- الألوان هي: الأبيض-الأسود-الذهبي-الأزرق.